# Escape from East Berlin
Escape from East Berlin (Duits: Tunnel 28) is een Amerikaans-Duitse dramafilm uit 1962 onder regie van Robert Siodmak.

## Verhaal
Kurt Schröder is de chauffeur van de Oost-Duitse majoor Eckhardt. Hij wil een tunnel graven naar West-Berlijn, zodat hij samen met zijn familie en zijn nieuwe vriendin een nieuw leven kan beginnen in het vrije Westen. Aldus helpt hij 27 rebellen te bevrijden.

## Rolverdeling
| Acteur                 | Personage                |
| ---------------------- | ------------------------ |
| Don Murray             | Kurt Schröder            |
| Christine Kaufmann     | Erika Jürgens            |
| Ingrid van Bergen      | Ingeborg Schröder        |
| Werner Klemperer       | Walter Brunner           |
| Carl Schell            | Majoor Eckhardt          |
| Bruno Fritz            | Oom Albrecht             |
| Alfred Balthoff        | Klüssendorf              |
| Edith Schultze-Westrum | Mevrouw Schröder         |
| Horst Janson           | Günther Jürgens          |
| Kai Fischer            | Heidi Eckhardt           |
| Anita Kupsch           | Bambi                    |
| Kurt Waitzmann         | Professor Thomas Jürgens |
| Helma Seitz            | Mevrouw Jürgens          |
| Ronald Dehne           | Helmut                   |